# Jake Downey
Jason Charles „Jake“ Downey (* 5. Juli 1936 in Manchester) ist ein englischer Badmintonspieler, Trainer und Autor. 

## Karriere
Jake Downey startete für Middlesex unter anderem bei den All England 1961. Seine aktive Karriere endete nach einem Motorradunfall in Deutschland. Daraufhin startete er eine erfolgreiche Karriere als Badmintontrainer und Sachbuchautor für Badminton. Er war unter anderem als Nationaltrainer und Teamcoach in England tätig. Kaum ein anderer Autor publizierte mehr Badmintonbücher als er.

## Bibliographie
- Better badminton for all, Pelham Books, London 1969
- Teach your child badminton, Lepus Books, London 1976
- Badminton for schools, Pelham, London 1978
- Winning badminton singles, EP Publications 1982
- Winning badminton doubles, A&C Black 1984
- How to coach badminton, Collins, London 1990
- Excelling at badminton - A practical reference manual for players and coaches, Hodder & Stoughton, London 1993
- Badminton leaders handbook, 1996
- Tactics in badminton singles, E-Book 2007